# Georges-Léon-Gustave Mouton
Georges-Léon-Gustave Mouton, francoski general, * 1884, † 1957.